# CAUSATION
「CAUSATION」（コーゼイション）は、日本のバンドBRAHMANの2枚目のシングルである。2005年7月27日発売。発売元はトイズファクトリー。

## 概要
- 前作「deep/arrival time」から6年ぶりとなるシングル。
- エンハンスド仕様。"THE MIDDLE THOUGHT TOUR"からドキュメントなどを収録、Bill Jonesの楽曲をBGMに使用。
- 付属の帯には「〜因果律〜」の副題もあったが、その後は使われていない。

## 収録曲
1. CAUSATION（4:33）
作詞：TOSHI-LOW、作曲・編曲：BRAHMAN
2. BEYOND THE MOUNTAIN（2:20）
作詞：TOSHI-LOW、作曲・編曲：BRAHMAN
3. FIBS IN THE HANDS（4:18）
作詞：TOSHI-LOW、作曲・編曲：BRAHMAN

## 収録アルバム

### CAUSATION
- オリジナル『ANTINOMY』（2008年2月6日、新録にて収録）

### BEYOND THE MOUNTAIN
- ミニ『Grope Our Way』（1996年11月、本シングル収録時に、新録）

### FIBS IN THE HANDS
- オリジナル『ANTINOMY』（2008年2月6日、新録にて収録）